# Joan Hinton
Joan Hinton (čínským jménem: 寒春, Hán Chūn; 20. října 1921 Chicago – 8. června 2010 Peking) byla americká jaderná fyzička a jedna z vědkyň, které během druhé světové války pracovaly pro Projekt Manhattan v Los Alamos – výzkum pro výrobu jaderné bomby.
Hinton nesouhlasila se svržením jaderné bomby na Hirošimu a Nagasaki. Opustila Projekt Manhattan a lobovala u vlády ve Washingtonu za mírové využití jaderné energie.
Po roce 1949 žila v Čínské lidové republice, kde se se svým manželem Erwinem Sidem Engstem podílela na čínském úsilí o rozvoj socialistické ekonomiky a intenzivně pracovala v zemědělství. Před svou smrtí žila na mléčné farmě severně od Pekingu.

## Mládí a vzdělání

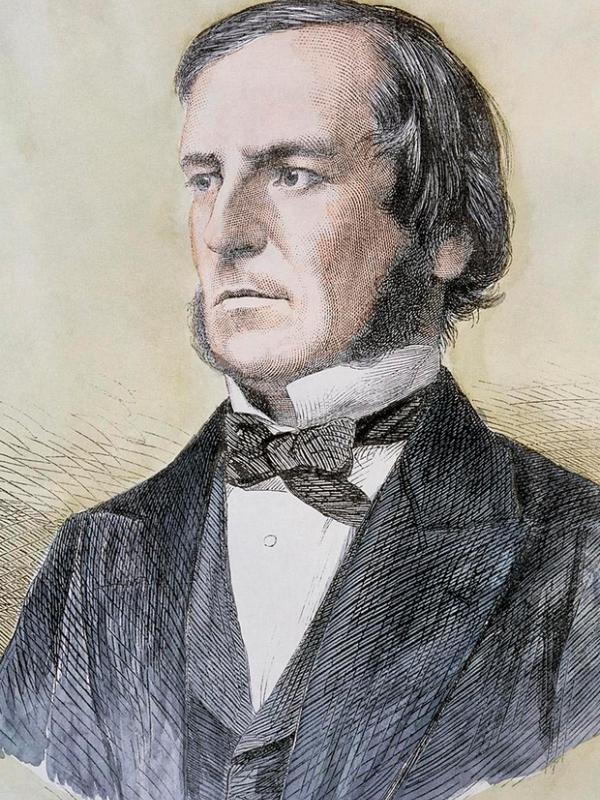
George Boole, pradědeček

Joan Hinton se narodila 20. října 1921 v Chicagu ve státě Illinois. Její otec Sebastian Hinton byl právník a jako koníček vynalézal dětské prolézačky. Její matka Carmelita Hinton byla pedagožkou a zakladatelkou The Putney School, nezávislé progresivní školy ve Vermontu.
Joan byla nejmladší ze tří dětí. Její sestra Jean Hinton Rosner (1917–2002) byla aktivistkou za občanská práva a mír, její bratr William H. Hinton (1919–2004) cestoval po Číně a psal o ní zprávy a knihy.

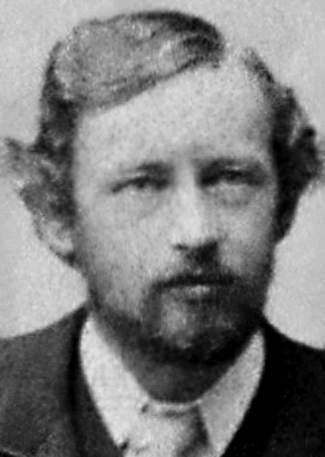
Charles H. Hinton, dědeček

Měla slavné předky. Její pradědeček byl matematik George Boole a její dědeček matematik Charles Howard Hinton. Prateta Ethel Lilian Voynich byla autorkou románu Gadfly, který později četly miliony sovětských a čínských čtenářů.

Hinton absolvovala Putney School, kde ji její lyžařské dovednosti kvalifikovaly pro umístění v americkém lyžařském týmu na zimních olympijských hrách v roce 1940.

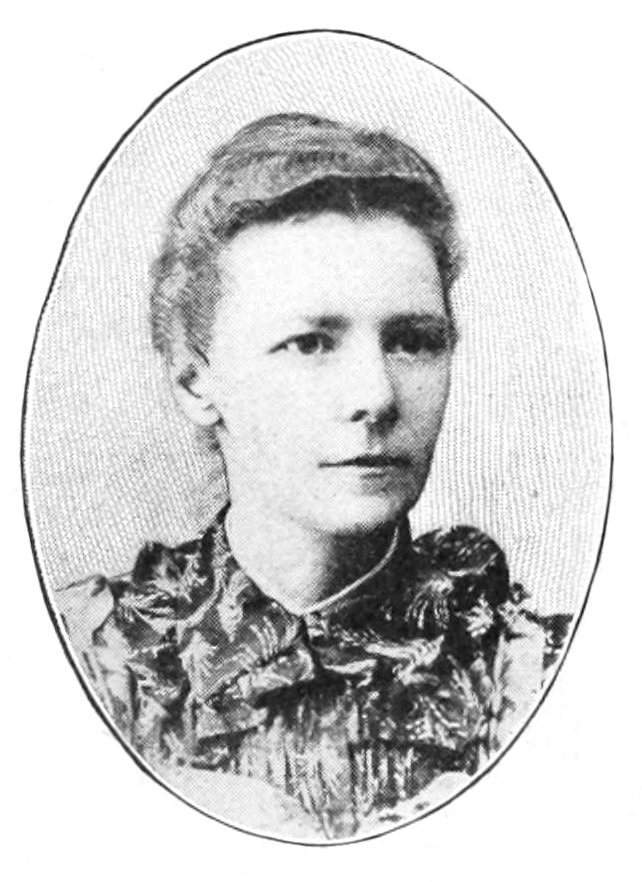
Ethel Lilian Voynich, prateta Joany Hinton

Poté studovala fyziku na Bennington College, kde v roce 1942 promovala s bakalářským titulem z přírodních věd. V roce 1944 získala doktorát z fyziky na University of Wisconsin.

## Vědecká kariéra
Po studiích Joan Hinton pracovala pro tajný Projektu Manhattan v Los Alamos. Během druhé světové války to byl přísně utajovaný výzkum jaderné bomby. Pracovala v týmu Enrica Fermiho a její prací byla kalibrace neutronových detektorů pro použití při testech v Alamogordo. Nedaleko tohoto města proběhl 16. července 1945 první test jaderné zbraně v historii, nazvaný Trinity. Hinton se testu zúčastnila a popsala jej těmito slovy:

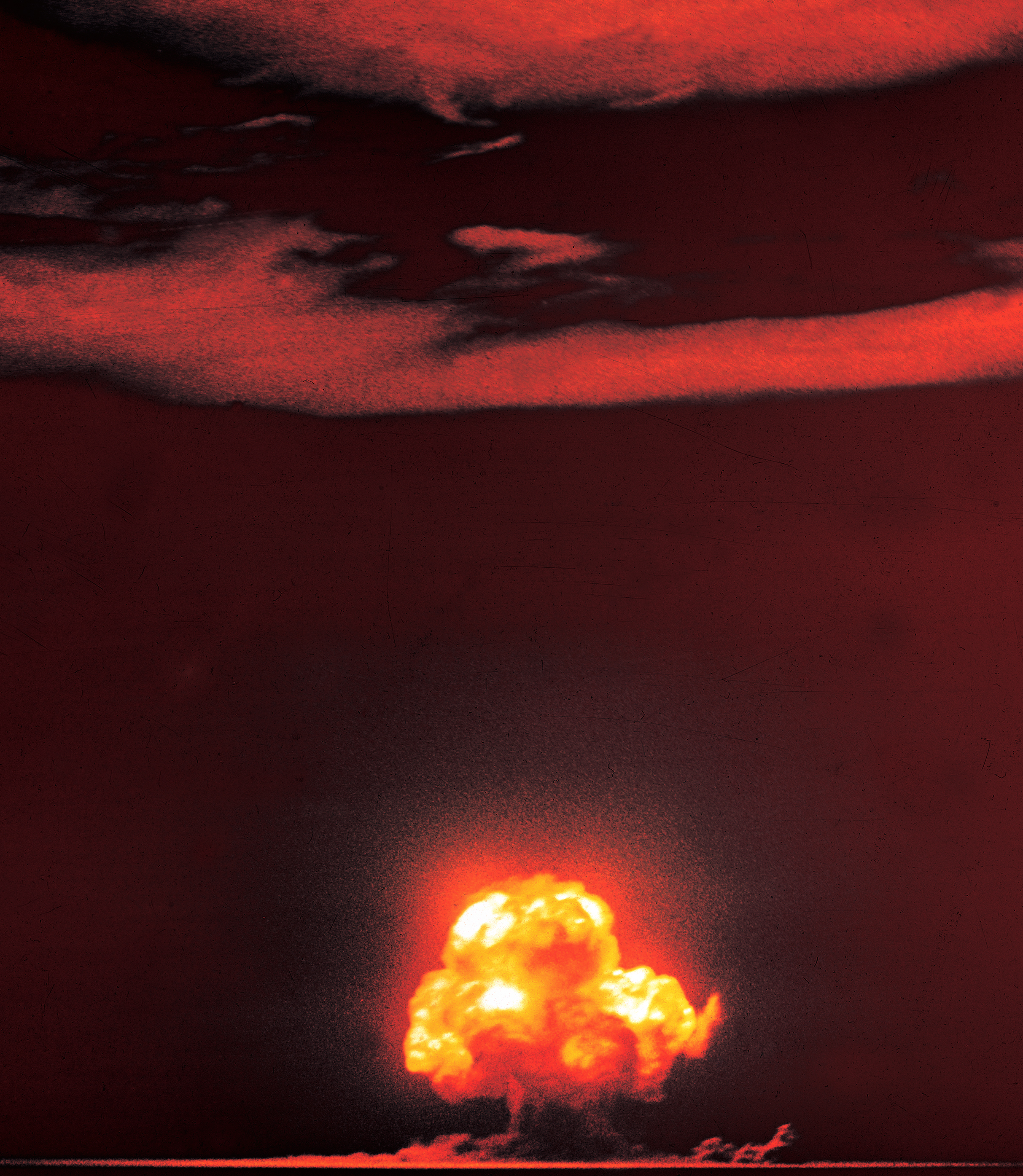
První testovací jaderný výbuch Trinity v roce 1945

| „ | Bylo to jako být na dně oceánu světla. Koupali jsme se v něm ze všech stran. Světlo se stáhlo do bomby, jako by ji bomba vysála. Pak se změnila na fialovou a modrou a šla nahoru a nahoru a nahoru. Stále jsme si šeptem povídali, když mrak dosáhl úrovně, kde byl zasažen vycházejícím slunečním světlem, takže vyčistil přirozené mraky. Viděli jsme mrak, který byl dole tmavý a červený a nahoře denní světlo. Pak najednou ten zvuk dolehl k nám. Bylo to velmi ostré a rachotilo a všechny hory s ním duněly. Najednou jsme začali mluvit nahlas a cítili jsme se vystaveni celému světu. | “ |

Hinton byla šokována, když americká vláda o tři týdny později shodila jaderné bomby na Hirošimu a Nagasaki. Opustila Projekt Manhattan a lobbovala u vlády ve Washingtonu za internacionalizaci a mírové využití jaderné energie.

## Pobyt v Číně

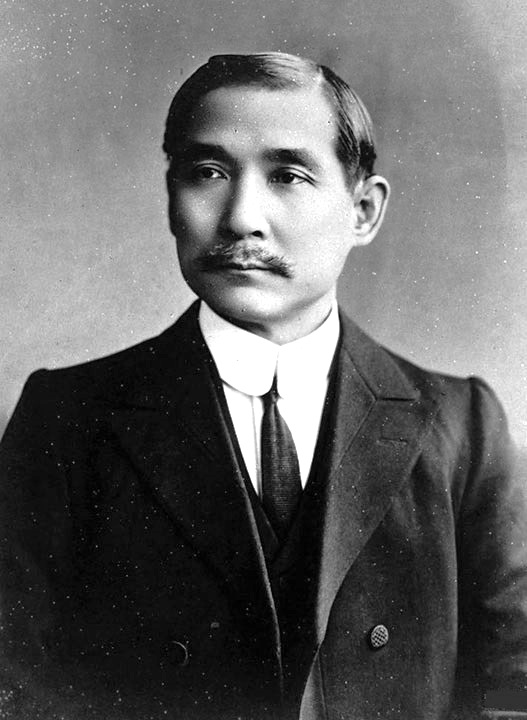
Sun Yat-sen

Hinton se rozhodla odcestovat do Číny, inspiroval ji bratr (William H. Hinton, 1919–2004), který poprvé cestoval do Číny v roce 1937 a vrátil se po válce. O svých zkušenostech z této země napsal knihu Fanshen: Documentary of Revolution in a Chinese Village (Fanšen: Dokument o revoluci v čínské vesnici). Popisuje pozemkové reformy v komunisty okupované oblasti severozápadní Číny. Knižně byla vydaná až v roce 1966 po mnoha letech překážek.
V březnu 1948 Joan Hinton skutečně odcestovala do Šanghaje. Pracovala pro Soong Ching-ling, vdovu po prezidentovi Sun Yat-senovi, a snažila se navázat kontakty s čínskými komunisty. V roce 1949 byla svědkem toho, jak komunisté získali kontrolu nad Pekingem.

### Svatba a rodina
Po čase se Hinton ze Šanghaje přestěhovala se do Yan'anu v čínské provincii Shaanxi, kde se seznámila s Erwinem Engstem (1919–2003), který pracoval v Číně od roku 1946 jako odborník na dobytek a produkci mléka. Provdala se za něj v roce 1949 a po pěti měsících se přestěhovali do Vnitřního Mongolska, kde pracovali na státním statku a žili skromně ve vesnici Čchun-čchuan bez elektřiny. Kromě rodiny a několika vědců nikdo v USA nevěděl, kde se nacházejí. Manželé měli tři děti, dceru Karen a dva syny Billa a Freda.
V květnu 1955 se pár a jejich tři malé děti přestěhovali na farmu poblíž Xi'anu v Číně. V dubnu 1966 se rodina přestěhovala do Pekingu, kde na počátku kulturní revoluce pracovali jako překladatelé a redaktoři. Po roce 1956 Hinton konečně získala trvalý pobyt v Číně, ale rozhodla se ponechat si americké občanství, které považovala za vhodné pro cestování.

### Podezření ze špionáže
V říjnu 1952 Hinton vystoupila na asijské a tichomořské mírové konference v Pekingu, kde ve svém vystoupení odsoudila svržení atomové bomby na Hirošimu a Nagasaki. To vyvolalo v USA dojem, že je ochotna pomoci Číně s vývojem jaderných zbraní a začala být podezírána ze špionáže.
V roce 1966 Američané Joan Hinton, Erwin Engst, Bertha Sneck a Ann Tomkins podepsali plakát pro kancelář zahraničních expertů v Pekingu s velmi kritickým textem o právech a zacházení s cizinci v Číně. Kopie plakátu byla ukázána Mao Ce-tungovi (1893–1976) a on vydal směrnici, že s revolučními zahraničními experty a jejich dětmi by se mělo zacházet stejně jako s Číňany.

### Její politické názory

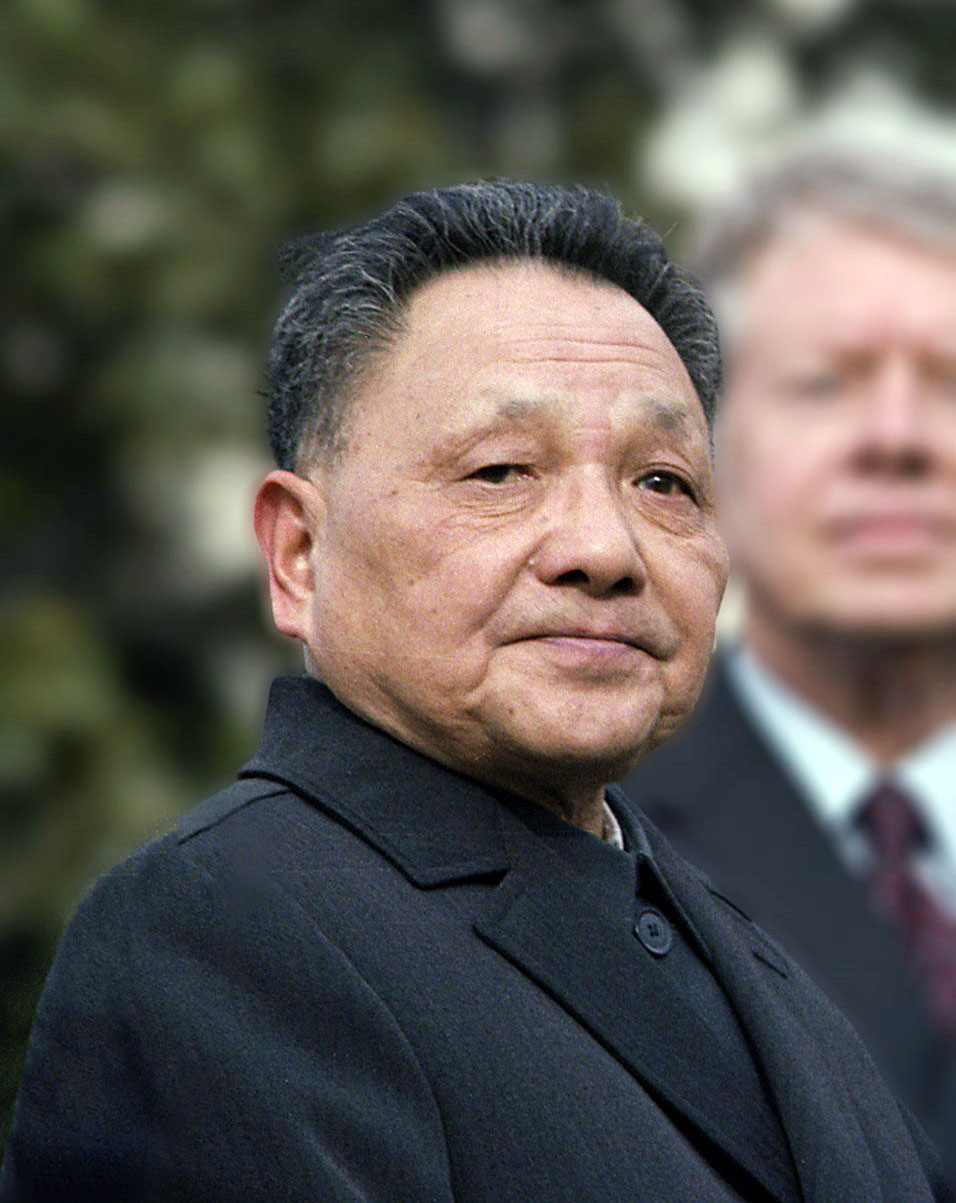
Teng Siao-ping

- Teng Siao-pingV roce 1970 Hinton popsala změny, jichž byla svědkem v Číně od začátku ekonomických reforem čínského vůdce Teng Siao-pchinga (1904–1997). Domnívala se, že její socialistický sen se rozpadá, protože velká část Číny přijala kapitalismus.
- V roce 1996 v rozhovoru pro CNN Joan Hinton po téměř 50 letech v Číně uvedla: „Nikdy jsme neměli v úmyslu zůstat v Číně tak dlouho, ale byli jsme příliš uchváceni, než abychom odešli.“[7]
- V roce 2004 v rozhovoru pro MSNBC popsala nárůst vykořisťování v čínské společnosti. Její kritika ekonomických změn byla Čínou označena za „zradu socialistické věci“.[6]
- V roce 2005 ve své eseji Druhá supervelmoc Hinton uvedla: „V dnešním světě existují dvě protichůdné supervelmoci. USA na jedné straně a světové veřejné mínění na straně druhé. První vzkvétá ve válce. Druhá požaduje mír a sociální spravedlnost.“
- V letech 2003 až 2011 během války v Iráku proti ní protestovala.
- Do konce života zůstala aktivní v malé komunitě amerických přistěhovalců v Pekingu.

## Konec života
Po smrti svého manžela v roce 2003 žila Hinton sama v Pekingu. Její tři děti se přestěhovaly do Spojených států. Hinton nezměnila své přesvědčení a domnívala se, že by pravděpodobně zůstaly, kdyby Čína byla stále socialistická. Její syn Fred Engst využil svých znalostí Číny a v roce 2007 se přestěhoval zpět do Pekingu, kde pracoval jako profesor na Univerzitě mezinárodního obchodu a ekonomiky. Hinton zemřela 8. června 2010 v Pekingu. Bylo jí 88 let.